# 竹中晶
竹中 晶（たけなか あき、1987年10月26日 - ）は、和歌山県田辺市出身の元競艇選手。登録番号4476。身長153cm。血液型O型。101期。同期に篠崎仁志、守屋美穂、稲生夏季らがいる。

## 来歴
- 和歌山信愛女子短期大学附属高等学校在学中、バスケットボール部に所属して国民体育大会に出場している。高校卒業後、父の勧めで競艇選手を目指すことになる。やまと競艇学校を卒業後、和歌山には競艇場がないため、姉が住んでいる兵庫県に転居し、支部も兵庫支部となる。
- やまと競艇学校時代、リーグ戦勝率3.98（準優出以上はなし）の成績を残した。
- 2007年11月20日、尼崎競艇場でデビュー（5着）。
- 2008年3月6日、徳山競艇場での「山口県モーターボート競走会会長杯」2日目以降、途中欠場。
- 2009年4月24日、選手登録が抹消される。

## 生涯成績
- 通算出走回数 40回
- 通算勝利回数 未勝利
- 通算勝率 1.35